# خاطرات یک دختر جوان
خاطرات یک دختر جوان (انگلیسی: The Diary of a Young Girl) یک دفتر خاطرات روزانه نوشته آنه فرانک از قربانیان هولوکاست است که در دو سال زندگی مخفیانه‌اش در خانه خود٬ بزبان هلندی نگاشته و سپس توسط تنها بازمانده خانواده‌اش از هولوکاست یعنی پدرش اوتو فرانک جمع‌آوری و در سال ۱۹۴۷ منتشر شد. در حال حاضر این کتاب به بیش‌از پنجاه زبان گوناگون برگردان شده و جزو برترین عنوان‌های کتاب جهانی در سده بیستم است.
در ژانویه ۲۰۱۶ و پس از ۷۰ سال از مرگ ناشر نسخه هلندی٬ طبق قانون انتشارات در اروپای واحد٬ این کتاب به صورت آنلاین در اختیار همگان قرار گرفت.
| « | زیبایی پایدار است، حتی در غم و اندوه، اگر بروی دنبال زیبایی بگردی، هر چه بیشتر خوشبختی را کشف خواهی کرد و تعادل خودت را باز خواهی یافت. هر کس شاد است دیگران راهم شاد می‌کند و هر کس که از شجاعت و ایمان برخوردار باشد، هرگز در بدبختی نخواهد مرد. | » |